# Oakville (Misuri)
Oakville es un lugar designado por el censo ubicado en el condado de San Luis en el estado estadounidense de Misuri. En el Censo de 2010 tenía una población de 36143 habitantes y una densidad poblacional de 787,39 personas por km².

## Geografía
Oakville se encuentra ubicado en las coordenadas 38°26′59″N 90°19′6″O / 38.44972, -90.31833. Según la Oficina del Censo de los Estados Unidos, Oakville tiene una superficie total de 45.9 km², de la cual 41.25 km² corresponden a tierra firme y (10.13%) 4.65 km² es agua.

## Demografía
Según el censo de 2010, había 36143 personas residiendo en Oakville. La densidad de población era de 787,39 hab./km². De los 36143 habitantes, Oakville estaba compuesto por el 95.95% blancos, el 0.82% eran afroamericanos, el 0.1% eran amerindios, el 1.75% eran asiáticos, el 0.01% eran isleños del Pacífico, el 0.33% eran de otras razas y el 1.04% pertenecían a dos o más razas. Del total de la población el 1.43% eran hispanos o latinos de cualquier raza.